# Fritz Bischoff
Friedrich Nikolaus „Fritz” Bischoff (ur. 6 grudnia 1905, data  śmierci nieznana) – niemiecki żeglarz sportowy, medalista olimpijski. 
Podczas letnich igrzysk olimpijskich w Berlinie (1936) zdobył, wspólnie z Hansem Howaldtem, Alfriedem von Bohlen und Halbachem, Eduardem Mohrem, Felixem Scheder-Bieschinem i Otto Wachsem, brązowy medal w żeglarskiej klasie 8 metrów.
Starszy brat Fritza Bischoffa, Peter, również był żeglarzem i uczestniczył w olimpiadzie w 1936, zdobywając złoty medal w klasie Star.